# Madarococcus viridulus
Madarococcus viridulus är en insektsart som beskrevs av James Mather Hoy 1962. Madarococcus viridulus ingår i släktet Madarococcus och familjen filtsköldlöss. Inga underarter finns listade i Catalogue of Life.